# Гаурібіданурська радіообсерваторія
Гаурібіданурська радіообсерваторія (англ. Gauribidanur Radio Observatory) — індійська радіообсерваторія, розташована в Гаурібіданурі, в 100 км на північ від Бенгалуру. Вона управляється спільно Дослідницьким інститутом Рамана та Індійським інститутом астрофізики. Обсерваторія функціонує з 1976 року.

## Дослідження
Обсерваторія використовється для вивчення різних аспектів астрофізики Сонця, галактик і пульсарів.
Тут були отримані перші двовимірні зображення радіовипромінювання від повільно змінюваних дискретних джерел у зовнішній сонячній короні, проведено огляд усього неба на частоті 34,5 МГц в діапазоні схилень від -30° S до 60° N, досліджено низькочастотні рекомбінаційні лінії вуглецю в астрофізичних джерелах. Також тут проводилися дослідження газових залишків зоряних вибухів і міжгалактичного простору. В даний час дослідження спрямовані на пульсари.

## Обладнання
Обсерваторія Гаурібіданур має 6-метровий радіотелескоп, радіогеліограф, радіоспектрограф високої роздільної здатності та гравітаційну лабораторію.

### Гаурібіданурський телескоп
Гаурібіданурський телескоп — радіотелескоп декаметрових хвиль. Він складається з 1000 диполів, розташованих у формі літери «Т». Його східно-західний рукав простягається на 1,4 км, а південний рукав - на 0,5 км.

### Гаурібіданурський радіогеліограф
Гаурібіданурський радіогеліограф — це радіогеліограф, який використовується для отримання двовимірних зображень зовнішньої сонячної корони на частотах 40-150 МГц. Діє з 1997 року. Він складається з 192 диполів, розташованих у Т-подібній конфігурації.